# Тюйе-о-Грозей
Тюйе́-о-Грозе́й (фр. Thuilley-aux-Groseilles) — коммуна во французском департаменте Мёрт и Мозель региона Лотарингия. Относится к  кантону Коломбе-ле-Бель.	

## География
Тюйе-о-Грозей расположен в 21 км к юго-западу от Нанси. Соседние коммуны: Витерн и Мезьер на востоке, Мартемон и Тело на юго-востоке, Аллен и Баньё на юго-западе, Оше на северо-западе.

## История
- На территории коммуны находятся следы галло-романской культуры.
- В 1973—1986 годах Тюйе-о-Грозей был объединён с соседней коммуной Оше.

## Демография
Население коммуны на 2010 год составляло 479 человек.
| 1962 | 1968 | 1975 | 1982 | 1990 | 1999 | 2010 |
| ---- | ---- | ---- | ---- | ---- | ---- | ---- |
| 556  | 469  | 242  | 399  | 265  | 219  | 479  |

## Достопримечательности
- Многочисленные средневековые дома XV-XVI веков.
- Церковь Тюйе XIX века в неоготическом стиле.